# Jiseido
Jiseido (pronuncia: d̠͡ʒisɛido) è una disciplina marziale ideata nel 1983 a Parigi dallo scrittore e Maestro di Arti Marziali giapponese Kenji Tokitsu. A differenza di altre Arti Marziali, dove la competizione e la vittoria sono lo scopo principale, il Jiseido si propone di fornire i mezzi utili ad ogni allievo per crearsi un percorso personale di auto-educazione della durata di tutta la vita, sotto la guida di un insegnante. Si tratta di un'Arte Marziale accessibile a chiunque e a qualunque età che si propone come obbiettivi principali la salute, il benessere e l'efficacia nel combattimento.Il nome ufficiale del metodo e della scuola è “Tokitsu-Ryu”, ma si tratta di una denominazione ancora fuori dall'uso comune.

## Obiettivi
Il Jiseido deve permettere un miglioramento sia fisico, sia mentale e spirituale. In particolare deve produrre:
- Salute e una vitalità che duri tutta la vita. Questo significa comprendere le necessità e i segnali che dà il corpo attraverso delle sensazioni, per il suo corretto funzionamento.
- Benessere,  è una percezione che nasce dall'equilibrio fra mente e corpo. È fondamentale creare e mantenere un equilibrio continuo nel tempo, proteggendosi da ciò che è fonte di stress e stimoli negativi.
- Efficacia nel combattimento, che implica l'attivazione dei propri sensi e il miglioramento della capacità di concentrazione, al fine di produrre il gesto perfetto che giorno per giorno arricchisce l'essere umano fisicamente e spiritualmente.

## L'accademia
La scuola fondata dal Maestro Tokitsu ha preso il nome di Accademia internazionale Tokitsu-Ryu nel 2002, anche se è ancora conosciuta con il precedente nome di  Shaolin Mon. Nasce con lo scopo di affermare e diffondere il metodo creato da Sensei Tokitsu, ossia una pratica che punta al miglioramento globale dell'adepto, sia fisico che mentale, e al raggiungimento di un'efficacia nel combattimento che persista nel corso del tempo. 
La scuola viene creata nel 1983 a Parigi.
Inizialmente il metodo era definito dal Maestro come Shaolin mon-karate do, letteralmente "porta di Shaolin". Si trattava di una sintesi tra il karate e il combattimento a mano nuda dello Shaolin Chuan, arricchito da elementi provenienti da altre Arti Marziali giapponesi e cinesi.
Nel 1996 il nome della scuola cambia in Shaolin mon-Jisei budo e nel 1999 in Jiseido, letteralmente "crearsi creando".
Tra le discipline di base insegnate nella scuola vi sono il Jisei-Ken (la pratica del combattimento), il Jisei-Tai Chi Chuan, la Danza dell'energia (movimenti per far fluire l'energia vitale nel corpo) e il Jisei-kikô.(la via della respirazione)
Quest'ultimo consiste in una serie di esercizi ripresi dal kikô e che Tokitsu, con l'aiuto del dottor Yayama, ha modificato al fine di assicurare il corretto funzionamento di tutte le articolazioni del corpo e migliorare l'efficacia del combattimento.
Nel 2002 il M° Tokitsu, dopo circa 30 anni passati in Francia, ha trasferito in Italia la sede principale dell'accademia, denominata definitivamente come Tokitsu-Ryu.

## La ricerca del metodo
Kenji Tokitsu è uno scrittore e un insegnante di Arti Marziali giapponese.
Nasce a Yamaguchi il 1º agosto 1947 ed è il fondatore dell'Accademia internazionale Tokitsu-Ryu. 
Il suo percorso inizia in giovane età, quando alle scuole primarie, apprende le basi del sumo, come è usanza per tutti i bambini giapponesi. Dall'età di 10 anni inizia a praticare il kendo e il karate stile Shotokan; Nel 1962 continua la pratica delle Arti Marziali, questa volta frequentando un dojo di karate stile Shito Ryu,ampliando la sua conoscenza negli stili di Karate 
Nel 1966 si iscrive all'Università di Hitotsubashi, a Tokio, dove consegue la laurea nel 1971. Una volta laureato si trasferisce a Parigi per studiare e lavorare come aiutante accanto al maestro Taiji Kase.
Contemporaneamente consegue un dottorato in sociologia all'università Paris V: Rene Descartes.
Il 1974 è l'anno della "svolta" , avvia un pensiero critico nei confronti dello stile Shotokan di karate, che lo porterà al suo definitivo abbandono. Secondo il Maestro Tokitsu, il karate nel corso del tempo è stato modificato per consentire una maggiore diffusione di massa, ma in tal modo ha perso le sue caratteristiche originali....."Inoltre,ho potuto riscontrare che nella maggior parte degli stili di Karate, - dice il M° Tokitsu - superati i 35 anni, causano problemi articolatori e alla schiena ad un numero troppo elevato di praticanti...."
Per tale motivo torna in Giappone per iniziare la ricerca di un metodo che lo soddisfi.
Durante i suoi soggiorni inizia a praticare diverse discipline, il Tai Ki Ken del M° Sawai, il Kiko,l' Yi Chuan, il Tai Chi Chuan sia della scuola Yang (gesti lenti e fluidi che hanno come scopo il benessere) che, in particolar modo, della scuola Chen (gesti veloci che hanno come scopo l'aumento dell'efficacia e dell'energia esplosiva nel combattimento).
Nel 1983, con la creazione della sua scuola, il M° Tokitsu diffonde il nuovo metodo da lui stesso ideato: una sintesi di tecniche di combattimento a mano nuda provenienti dalle Arti Marziali giapponesi e cinesi.
.....L'obbiettivo principale è quello di ottenere un'efficacia in combattimento che duri tutta la vita e che generi salute e benessere nei praticanti, attraverso un percorso di auto-educazione...."
Negli anni Novanta il M°Tokitsu incontra il dottor Toshihiko Yayama, immunologo e oncologo responsabile dei reparti di Chirurgia e Medicina orientale nell'ospedale della Prefettura di Saga, in Giappone.
In stretta collaborazione, i due creano una nuova serie di esercizi al fine di aumentare l'efficacia nel combattimento e preservare le funzionalità delle articolazioni di tutto il corpo.
Il risultato del loro lavoro prende il nome di Jisei-kikô.
Dal 2001 Tokitsu si impegna nella diffusione del metodo e nella pubblicizzazione della scuola.
Nello stesso anno si reca in Giappone, dove da allora, ritorna per un mese ogni anno per presenziare agli stage di formazione a Tokyo, Osaka e Fukuoka.
L'anno successivo decide di stabilire in Italia la sede principale dell'accademia, denominata come Tokitsu-Ryu.

## Il metodo
La scuola Marziale Tokitsu-Ryu ha una metodologia basata sulla filosofia del budô e del ki giapponesi, nella quale il perfezionamento delle tecniche utilizzate è direttamente collegato al miglioramento globale di chi la pratica.
Quattro sono le discipline della scuola:
1. Jisei-Kikô, che sviluppa qualità fisiche e psichiche per incrementare la salute e il benessere.
2. Jisei-Tai Chi Chuan, che consiste in una serie di movimenti lenti e fluidi che hanno lo scopo di aumentare la forza e la velocità. Questi gesti attivano parti profonde del corpo che permettono di sviluppare l'energia vitale, conosciuta anche come ki, che secondo la filosofia orientale scorre nel corpo e crea benessere e salute.
3. Jisei-Ken, che implica un combattimento a mano nuda basato sulla ricerca di un'efficacia durevole nel tempo sia delle sequenze tecniche che nell'energia vitale dell'individuo.
4. Danza dell'Energia, che consiste in un insieme di movimenti liberi, spontanei e armonici che incanalano il flusso di energia vitale.

### Jisei-Kikô
Questa disciplina ideata da Sensei Tokitsu, con l'aiuto del dottor Yayama, è strutturata principalmente sulla base del Kikô e arricchita da elementi provenienti dal buddismo, dal taoismo, dallo Yoga, da altre Arti Marziali e dalla medicina cinese e occidentale.
L'obbiettivo primario è quello di educare il corpo, a partire dall'interno, coltivando una sensibilizzazione alla percezione del ki, ossia l'energia vitale che secondo la cultura cinese e giapponese scorre all'interno del corpo.
Per la corretta e completa circolazione del ki nel corpo è necessaria un avanzamento della qualità delle funzioni delle articolazioni. 
Tuttavia, nel kikô sono considerate articolazioni non solo quelle normalmente conosciute come per esempio il polso, la caviglia, il gomito, il ginocchio, la spalla o l'anca, ma anche il basso ventre, l'ombelico, il plesso solare, il petto e la parte inferiore della gola.
Questi particolari punti del corpo sono definiti con il termine di articolazioni tecniche, anche conosciuti come chakra.
I chakra, ripresi dalla filosofia dello yoga, sono considerati i centri dell'energia vitale situati all'interno del corpo e possono essere stimolati associando alla respirazione delle immagini differenti che rafforzano e canalizzano l'energia al fine di sentire sensazioni di benessere differenti.

### Jisei-Tai Chi Chuan
Tai Chi Chuan significa letteralmente “arte di combattimento sul principio del Tai Chi” ed è una disciplina nata in Cina intorno al 1870 che si è diffusa e sviluppata in diversi stili. Si tratta di una sintesi del Tai Chi, con una rivisitazione e un ampliamento del repertorio dei gesti. Ha come scopo finale il consolidamento della salute e del benessere e l'aumento dell'energia del corpo.
Il Jisei-Tai Chi Chuan è articolato in tre parti, ognuna a sua volta suddivisa in due sottosezioni. Le sei sottosezioni sono composte da 320 movimenti (molti dei quali si ripetono) e 93 posture tecniche in sequenza che rappresentano uno o più metodi di combattimento.
È necessario memorizzare le posture per eseguire correttamente il Jisei-Tai Chi Chuan. I gesti di base provengono tutti dal Tai Chi di combattimento, una disciplina più antica del Tai Chi Chuan, che nasce dalla filosofia cinese dei due opposti yin e yang che spiega origine di ogni fenomeno dell'universo. La respirazione nella pratica del Tai Chi deve sempre essere associata a immagini mentali che producono delle sensazioni fisiche differenti.
In tal modo si attiva una parte del cervello e del sistema nervoso che sembra rendere percepibili delle sensazioni che partono dall'interno del nostro corpo. Nella pratica della scuola del M° Tokitsu, con il Jisei-Tai Chi Chuan è possibile aumentare le capacità di forza e velocità grazie a movimenti lenti e morbidi.

### Jisei-Ken
Il Jisei-Ken è un particolare stile di Tai Chi che ha lo scopo di ottenere un'efficacia immediata nel combattimento che perduri anche nel lungo tempo. La disciplina nasce come sintesi di elementi del Tai Chi Chen, del karate e del kenjutsu, che arricchiscono il registro gestuale tecnico.
....Questi vengono fusi con elementi dello Yi Chuan e del Jisei-Kikô che invece, permettono di ottenere una maggiore efficacia energetica.
Alla base del Jisei-Ken si trova un esercizio lento e morbido da eseguire in modo preciso per sviluppare la forza esplosiva e la velocità, entrambe fondamentali per il combattimento. Ogni movimento in questa disciplina, che sia di difesa, attacco o spostamento, è strettamente collegato alla respirazione del kikô, perciò ogni gesto consente una maggiore circolazione del ki.
Le tecniche del Jisei-Ken sono organizzate sotto forma di tre kata:
1. Tai Chi Chen classico
2. Tai Chi 1, creato basandosi su kata classici.
3. Tai Chi 2, anch'esso creato basandosi su kata classici.

Ognuno dei kata è formato da 15 tecniche principali sviluppate per esercitare l'abilità di percussione a mano nuda nel combattimento. È possibile utilizzare le tecniche nel combattimento con o senza l'ausilio di protezioni.

### Danza dell'Energia
Viene integrata nel metodo dal M° Tokitsu nel 2002 al fine di stimolare la circolazione del Ki positivo e produrre un benessere quotidiano, rinforzando il corpo. Si tratta di una danza libera, facile da eseguire anche per chi non ha grosse capacità di movimento, come gli anziani o i bambini. Questi particolari movimenti producono una serie di effetti corporei e sensazioni che cambiano con il tempo.
Il primo esercizio preparatorio alla danza consiste nella descrizione nello spazio di un otto con le braccia. I movimenti attivano il torace e la schiena, producendo sensazioni differenti.
Ripetere questi gesti aiuta a rieducare il Ki positivo e attivare i meridiani nel loro insieme. La libera sequenza di movimenti armonici mobilita e rafforza la colonna vertebrale e in uno stadio più avanzato, aziona i chakra facendo scorrere il ki all'interno del corpo. In questa danza il ki viene direttamente assorbito dalla terra e dal cielo in modo da permettere un continuo fluire di energia. Può anche essere considerata una sorta di Kikô dinamico, perciò riassume in sé anche gli obbiettivi primari della pratica, ossia la salute, il benessere e l'efficacia.
Il M° Tokitsu, nel suo metodo personale, distingue tre livelli di esecuzione della danza:
1. Un primo livello consiste in movimenti lenti,semplici e fluidi per coloro che non hanno una gran forza fisica ma vogliono migliorare le proprie condizioni di salute La danza in questo caso permette di far circolare l'energia in tutto il corpo, come nella pratica del kikô.
2. Un secondo livello consiste sempre in gesti dolci e morbidi, ma a un grado più elevato di complessità per chi cerca il benessere.
3. Un terzo livello che permette la libera e continua circolazione dell'energia nel corpo. Si tratta di movimenti più rapidi che possono essere eseguiti anche con l'ausilio di due bastoni corti.

## Il Ki
Si tratta di una filosofia che fa parte della cultura orientale e spesso viene definita come “buona”, “positiva”, “piacevole”. 
Nel 1982 il M°Tokitsu approfondisce lo studio del ki grazie all'incontro con un amico di vecchia data, K.Nishino,.
Come ricercatore Marziale nei successivi 4 anni il Maestro si reca in Giappone annualmente, per ricevere personalmente da Nishino il suo insegnamento e partecipare ad alcuni importanti stage.
Il metodo insegnato da Nishino consiste in una pratica di educazione e di rafforzamento del corpo per mezzo del Ki.
In particolare, Nishino si rifà al metodo della respirazione del kikô secondo il quale si ottiene una circolazione completa del ki nel corpo. Tuttavia,col tempo, la respirazione di Nishino risulta essere del tutto innaturale,  iniziando a causare problemi alla salute di Tokitsu.
Si tratta di metodo che prevede un'unica respirazione completa all'incirca ogni 2/3 minuti.
Questo momento rappresenta una svolta nel pensiero ricercatore del M° Tokitsu. Decide di abbandonare la scuola di Nishino, e progressivamente abbandona tutto ciò che non permette lo sviluppo del Ki, Come per es la pratica dello Shiwari, che consiste nella ripetuta percussione a mani nude su tegole o mattoni.
In una pratica simile, nella visione della scuola del M°Tokitsu,".... il ki viene bloccato nei polsi dai continui traumi che la mano subisce, ma nel giro di qualche mese riprende il suo normale flusso e ciò causa un forte dolore...."
Contemporaneamente Sensei Tokitsu si avvicina al Tai Chi Chen, nel quale il ki viene definito come il fondamento dell'efficacia.
Il movimento di base è quello del ritsu zen che secondo la cultura orientale permette di acquisire, stimolare e rinforzare il Ki.
Sensei Tokitsu da ricercatore marziale vuole sperimentare su di sé questa pratica e si impone 3 ore di respirazione e di ritsu zen ogni giorno per i successivi 3 anni. Di conseguenza i suoi gesti si fanno via via, più veloci e precisi, migliorando anche le prestazioni in combattimento.
Nella sua ricerca marziale nel 1990 il maestro Tokitsu scopre lo Yi Chuan, .
Fondendo lo Yi Chuan e il Tai Chi Chen elabora una nuova sintesi per la sua pratica personale. Nell'autunno 1995 Tokitsu conosce il Dott Yayama.
Durante l'incontro il M°Tokitsu apprende il suo particolare metodo che decide di introdurre direttamente nella sua pratica personale.
Spiega Sensei Tokitsu ....Il medico solitamente esegue una diagnosi sui pazienti malati, basandosi sulla loro aura e in un secondo tempo, procede con delle cure che alternano procedure della medicina orientale cinese a quella occidentale...
In particolare, la metodologia si divide in 4 fasi principali:
1. Sensibilizzazione generale dei meridiani
2. Shōshūten o piccolo circuito celeste
3. Daishūten o grande circuito celeste
4. Furenshūten, ossia la circolazione spontanea e permanente del Ki

Nella prima fase vengono svolti esercizi per sensibilizzare il corpo alle percezioni, come per esempio pizzicore, calore o intorpidimento, che si possono verificare su schiena o mani o in altre parti del corpo.La seconda fase prevede l'organizzazione di tali sensazioni.
Nello shōshūten il Ki scorre sulla parte superiore del nostro corpo, dalla punta più alta della testa sino al coccige, definendo il piccolo circuito celeste. Nella terza fase si impara a gestire il Ki, evitando di rimanere senza. Inoltre, sempre nel Daishūten si apprende come far fluire il ki all'interno di tutto il nostro corpo e dall'interno all'esterno, attingendo direttamente dall'energia del cielo e della terra. Infine, nella quarta fase si acquisisce la completa padronanza del Ki. (circolazione spontanea e permanente del Ki).

### Movimenti per stimolare il Ki
Tutti i movimenti ritenuti fondamentali nel Jiseido sono stati ripresi da tecniche del kikô. Alla base troviamo il coccodrillo che movimenta, rinforza e corregge la colonna vertebrale. 
....in questo caso ad esempio, per eseguire il movimento bisogna stendersi per terra e strisciare, agitando la schiena verso destra e sinistra.... Gli altri movimenti principali sono costituiti da 5 kata, eseguiti nella seconda fase del metodo di Yayama.
Essi sono:
- Il pendolo in posizione eretta con i piedi paralleli alla larghezza delle anche,  uno dei due piedi (non importa quale perché poi si alternano) va portato leggermente in avanti. Le braccia dritte si muovono verso l'alto sino all'altezza delle spalle per poi lasciarle ricadere giù, mentre il corpo fa un avanzamento verso l'ombelico e poi ritorna indietro. Infine, la testa deve essere lasciata morbida verso il basso. È fondamentale che il tallone del piede dietro si alzi nel momento in cui ci si protrae in avanti. Questo movimento può essere eseguito dalle 30 alle 50 volte con un piede e poi con l'altro ed è necessario che la concentrazione sia portata sulla schiena.
- L'uccello può essere eseguito dalle 20 alle 30 volte, con una respirazione integrale molto profonda. Dalla posizione eretta, muovere la colonna vertebrale in modo che i due punti del mento e coccige si allontanino progressivamente e poi si riavvicinino descrivendo un ovale. Il mento va in avanti il più possibile prima di abbassarsi verso terra e le braccia sono sostenute dai muscoli dorsali.
- La tartaruga è molto simile all'uccello, solo eseguita in senso contrario. Questa volta il mento e il coccige si avvicinano progressivamente, dirigendo il mento prima in avanti e poi verso il basso, descrivendo un ovale. La respirazione è integrale. Anch'essa può essere eseguita dalle 20 alle 30 volte.
- Il drago è una posizione in cui la funzione principale viene svolta dalle braccia in posizione orizzontale e dai palmi appoggiati l'uno verso l'altro che spingono. In tale posizione, le braccia devono essere spostate da un lato e poi dall'altro. L'esercizio può essere svolto dalle 10 alle 15 volte per lato, accompagnato da una respirazione integrale.
- L'orso sintetizza tutti i 4 kata precedenti. Viene sempre svolto in posizione eretta con le spalle che si muovono in avanti e indietro, mentre le braccia cercano di tirare dal basso verso l'alto una corda immaginaria posizionata di fronte. La testa deve essere lasciata morbida a disegnare un otto e la respirazione è integrale.

Una volta completati i kata deve essere eseguito un esercizio di ritsu zen.
In tale esercizio si congiungono i pollici e gli indici per creare una sfera di ki tra le mani che deve essere poi posizionata sopra ognuno degli 11 chakra.
Inoltre, Tokitsu sostiene che durante l'esecuzione dei kata può accadere che il ki salga verso la testa e lì ristagni, creando turbamenti come per esempio un ronzio alla testa o addirittura nausea.

### Il Ki nel jiseido
Tokitsu ha inserito nel suo metodo una sequenza di 7 respirazioni integrali, nelle quali si deve cercare di "visualizzare"  le sensazioni tramite l'uso di alcune parole:
1. “Amore”,            inspirando profondamente si descrive un grande cerchio con le braccia. Si rimane in questa posizione per qualche secondo, poi arrivati al culmine dell'inspirazione, si espira e si abbassano dolcemente le mani.
2. “Perdono”,         inspirando profondamente si sollevano le mani in alto fino all'altezza delle spalle con i palmi rivolti verso l'alto e poi si espira dolcemente abbassando le braccia.
3. “Cura”,               inspirando profondamente si descrive un grande cerchio con le braccia partendo dall'esterno verso interno. Al culmine dell'inspirazione si espira e si incrociano le braccia piegate di fronte al petto.
4. “Progresso”,     inspirando profondamente si sollevano le mani in avanti con i palmi rivolti verso l'alto finché le braccia non arrivano a un'angolatura di 45 gradi rispetto al tronco. Infine si espira e si abbassano le braccia.
5. “Armonia”,        inspirando profondamente si descrive un grande cerchio a partire dall'esterno sino a sopra la testa, poi si espira e si abbassano le braccia.
6. “Libertà”,           inspirando profondamente si descrive un grande cerchio alzando le braccia verso l'interno davanti al corpo, dopodiché si abbassano esternamente in ogni lato del busto sino ad arrivare a 45 gradi.
7. “Creazione”,     si uniscono le estremità dei pollici e degli indici al livello del basso ventre, dirigendo i palmi delle mani verso l'alto. In questa posizione si respira profondamente per qualche secondo.

Durante ognuno di questi movimenti è importante cercare di stimolare sempre delle sensazioni sulle mani o su altre parti del corpo attraverso la respirazione.

## Il Budo
Secondo la cultura orientale, il Budo è la qualità con cui si pratica una disciplina, quindi non costituisce un genere specifico di arte marziale a sé, ma è la giusta efficacia con cui si combatte e il M° Tokitsu ne ha fatto una filosofia di base del suo metodo.
Parte essenziale del Budo è il Ki. (Energia vitale del corpo) Tuttavia la pratica del Budo non ha trovato in occidente un terreno fertile per espandersi, in quanto spesso le Arti Marziali si limitano alla vittoria nelle competizioni. 
Come afferma il M° Tokitsu nella sua opera "Il ki e il senso del combattimento", gli occidentali non concepiscono il senso pieno del miglioramento: un apice che si raggiunge solo tramite i propri sforzi.
La trasmissione del Budo è uno degli obbiettivi e delle problematiche principali dei maestri giapponesi.
Si sono riscontrate serie difficoltà a diffondere queste tecniche corporee legate ad aspetti spirituali. Inoltre, sempre secondo il M° Tokitsu non vi è un unico Budo, ma ne esistono molteplici forme, in quanto molteplici sono le visioni della vita.

### Il combattimento implicito
Il contenuto della pratica rimane sempre superficiale finché non si prende contatto con il proprio Budo.
In tutte le Arti Marziali, prima del combattimento fisico e dinamico, ne avviene un altro di tipo spirituale chiamato combattimento implicito, considerato quello fondamentale.Lo scopo è riuscire a generare attacchi efficaci tramite il seme.
Seme significa letteralmente "offesa", non fisica, ma mentale sull'avversario.
Concretamente consiste in un gesto di attacco che rende efficace e risolutivo il combattimento, cercando di proiettare il proprio Ki sull'avversario, in modo da creare delle interferenze sul suo.
È importante non confondere il seme né con il kiseme, che è il metodo che impieghiamo per cercare di turbare il Ki dell'avversario, né con la finta che è un movimento che funziona solo se si riesce nello stesso seme.
Ciò avviene, per esempio, nel kendō nel quale gli adepti iniziano il loro approccio con il seme e una volta che hanno interferito sulla linea vitale dell'avversario, sferrano il colpo.
Si tratta di un colpo calcolato, così che anche la vittoria sarà basata sulla bravura nella tecnica del praticante e non nella semplice fortuna.
L'avversario, d'altro canto, se ha una grande padronanza del Ki saprà di aver perso ancor prima di ricevere la percossa.
Egli diventa vulnerabile nel momento in cui proietta il suo Ki e lascia un varco libero nella difesa, ed è a quel punto che si può sferrare l'attacco.
Il combattimento implicito inizia nel momento in cui i due adepti si mettono faccia a faccia puntando le armi l'uno contro l'altro.
I loro kK interferiscono e ciò si può notare scorgendo dei piccoli movimenti del corpo.
Solitamente i combattimenti degli adepti più bravi sono molto brevi perché si tratta principalmente di un combattimento di ki, mentre quando il combattimento è più vario di gesti e dinamico significa che gli adepti sono ancora di medio-basso livello.
Gli avversari tentano di respingersi proiettandosi il ki l'uno verso l'altro, dissimulandolo per mascherare le loro vere intenzioni.
Solo nell'istante in cui si crea una breccia uno dei due colpisce.
Il combattimento continua così.
In questo tipo di combattimento è importante imparare a dissimulare il ki per nascondere il tipo di gesto che si vuole compiere.
Se si tenta un attacco senza aver prima turbato il ki dell'avversario, non si ha la certezza di riuscire nel colpo e se va a buon fine è solo per fortuna.
Non è possibile fare un combattimento basandosi solo su tecnica e gesti: ci sono troppe varianti che rendono impossibile calcolare preventivamente i movimenti dell'altro, perciò bisogna affidarsi al Ki. Inoltre, esso può essere disturbato da tutti gli stati d'animo che creano stress come per esempio la paura, l'angoscia o l'ansia, quindi nel combattimento è necessario disturbare il Ki dell'avversario e contemporaneamente mantenere positivo il proprio. Se si avverte qualche tipo di fastidio, come per esempio nella respirazione, significa che il nostro Ki è stato turbato e se si riceve un colpo bisogna ammettere la sconfitta.